# Mokobody (gmina)
Mokobody (daw. gmina Skupie + gmina Niwiski) – gmina wiejska w województwie mazowieckim, w powiecie siedleckim. W latach 1975–1998 gmina położona była w województwie siedleckim.
Siedziba gminy to Mokobody.
Według danych z 30 czerwca 2004 gminę zamieszkiwały 5343 osoby.

## Struktura powierzchni
Według danych z roku 2002 gmina Mokobody ma obszar 119,17 km², w tym:
- użytki rolne: 78%
- użytki leśne: 17%

Gmina stanowi 7,43% powierzchni powiatu.

## Demografia

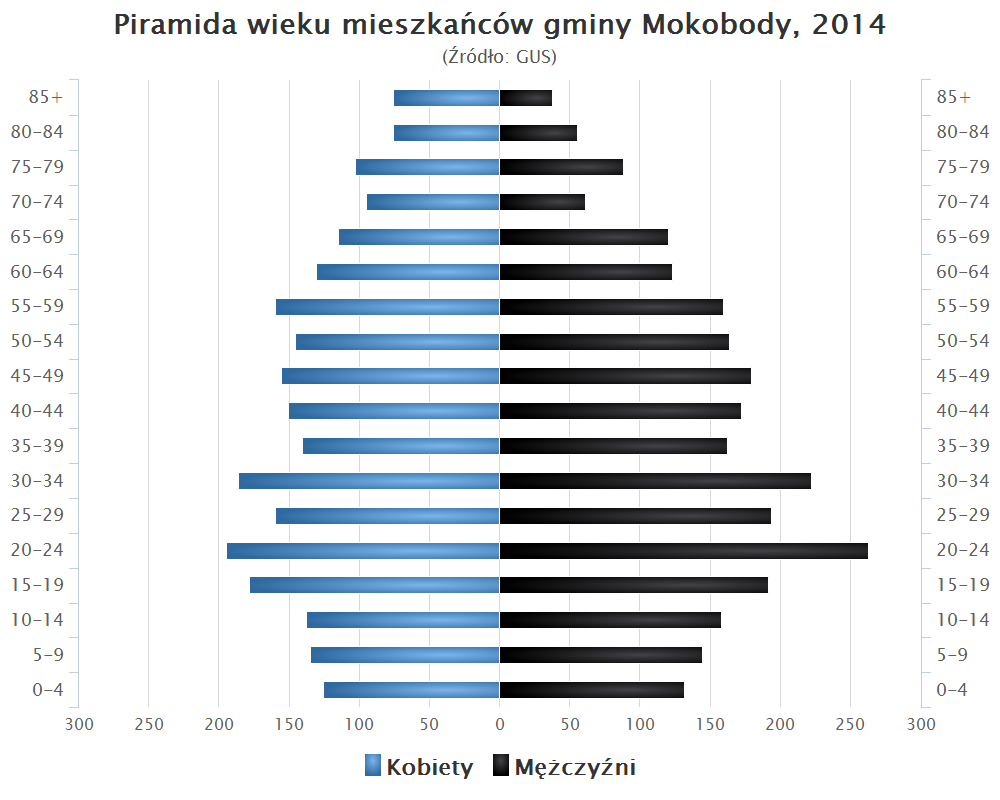
Piramida wieku mieszkańców gminy Mokobody w 2014 roku

Dane z 30 czerwca 2004:
| Opis                              | Ogółem | Ogółem | Kobiety | Kobiety | Mężczyźni | Mężczyźni |
| --------------------------------- | ------ | ------ | ------- | ------- | --------- | --------- |
| jednostka                         | osób   | %      | osób    | %       | osób      | %         |
| populacja                         | 5343   | 100    | 2571    | 48,1    | 2772      | 51,9      |
| gęstość zaludnienia (mieszk./km²) | 44,8   | 44,8   | 21,6    | 21,6    | 23,3      | 23,3      |

## Wójtowie
- Dorota Dmowska-Paczuska (od 2024)[7]
- Iwona Księżopolska (2018–2024)[8]
- Dorota Dmowska-Paczuska (2014–2018)[9]
- Iwona Księżopolska (2006–2014)[10][11]
- Sylwester Ryszard Kisieliński (2002–2006)[12]

## Sołectwa
Bale, Dąbrowa, Jeruzale, Kapuściaki, Kisielany-Kuce, Kisielany-Żmichy, Księżopole-Jałmużny, Księżopole-Smolaki, Mokobody (sołectwa: Mokobody I i Mokobody II), Mokobody-Kolonia, Męczyn, Męczyn-Kolonia, Niwiski (sołectwa: Niwiski I i Niwiski II), Osiny Dolne, Osiny Górne, Pieńki, Skupie, Świniary, Wesoła, Wólka Proszewska, Wólka Żukowska, Wyłazy, Zaliwie-Brzozówka, Zaliwie-Piegawki, Zaliwie-Szpinki, Zemły, Ziomaki, Żuków.

## Sąsiednie gminy
Bielany, Grębków, Kotuń, Liw, Siedlce, Suchożebry